# Кульдин, Иван Петрович
Иван Петрович Кульдин (1918—1944) — советский офицер-танкист, участник Великой Отечественной войны, мастер танкового боя. За годы войны на его боевом счету и его танковых экипажей — 11 подбитых и уничтоженных танков противника.

## Биография
Родился в 1918 году в селе Старая Яксарка (ныне — Шемышейского района Пензенской области) в семье крестьянина. Мордвин. Сестра — Анна. Рано оставшись сиротой, начал работать с десяти лет. Перепробовал несколько профессий, но больше всего тянуло к металлу и машинам; стал работать слесарем на одном из заводов Ленинграда.

### На западных границах СССР
В 1938 году призван в РККА. Выучился на танкиста. Служил в 15-й танковой дивизии 16-го механизированного корпуса, дислоцировавшегося в городе Станислав (ныне Ивано-Франковск, Украина).

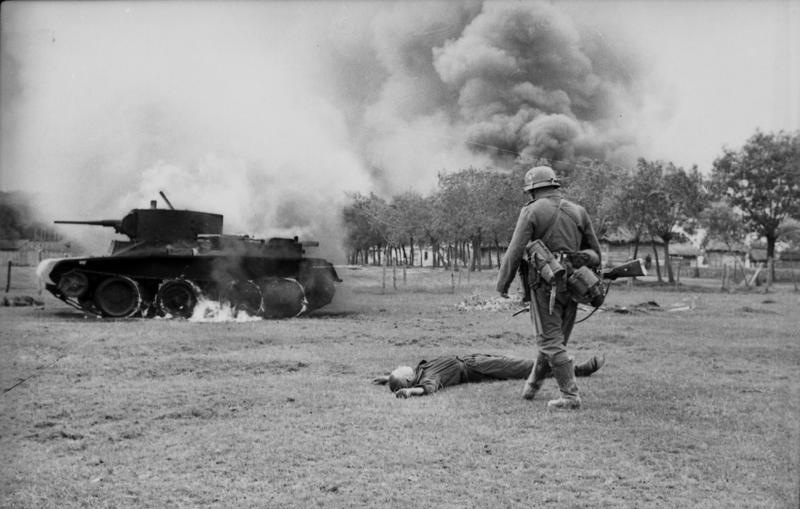
Подбитый БТ-7, аналогичный состоявшим на вооружении 15 танковой дивизии, Южный фронт, июнь 1941 года

На фронтах Великой Отечественной войны с 22 июня 1941 года. Стремительное наступление немецких войск застало части 16-го механизированного корпуса на марше. Для сохранения боеспособности части корпуса с приданными подразделениями начали отход на Ружин и Зарудинцы (Житомирская область Украины). В ходе завязавшихся боёв корпус понёс тяжёлые потери в материальной части, а также испытывал серьёзные перебои со снабжением горючим и боеприпасами. В одном из таких боёв у деревни Белиловки (Ружинский район Житомирской области) БТ-7 сержанта И. П. Кульдина был подбит и сгорел (позже он обнаружит свой сгоревший танк при наступлении в 1944 году).
К исходу 24 июля остатки корпуса отошли на оборонительный рубеж Скала — Кожанка. В это же время приказом командования начался отзыв с фронта наиболее ценных танковых кадров, не имевших материальной части и использовавшихся в боях в качестве обычных пехотинцев. «Спешенный» танкист И. П. Кульдин был направлен в формирующуюся 4-ю танковую бригаду, командиром которой назначен полковник М. Е. Катуков (бывший командир 20-й танковой дивизии 9-го механизированного корпуса).

### Орёл и Мценск
В октябре 1941 года сержант Иван Кульдин принимал участие в боях под Орлом и Мценском с частями немецкой 2-й танковой группы генерал-полковника Гейнца Гудериана (Орловско-Брянская операция). Не имевший точных сведений о ситуации в Орле полковник М. Е. Катуков направил в город две танковые разведруппы. Кульдин попал в группу старшего лейтенанта А. Ф. Бурды. Встав ночью 4 октября в засаду в трёх километрах юго-восточнее города, Кульдин попросил у старшего лейтенанта разрешения вывести из города свою семью — мать и жену, которая эвакуировалась к свекрови в Орёл из Станислава, но теперь обе внезапно оказались в захваченном немцами городе. Александр Бурда помог Ивану Кульдину ночью скрытно пробраться в город и вывести родных. 7 октября разведгруппа Бурды завершила свою разведку боем и вышла без потерь к командному пункту полковника Катукова, откуда члены семьи Кульдина, все трое суток находившиеся вместе с танкистами в танках, были эвакуированы в тыл.
10 октября под Мценском экипаж Ивана Кульдина принял бой с двумя танками противника, подбив один из них.

### На волоколамском направлении

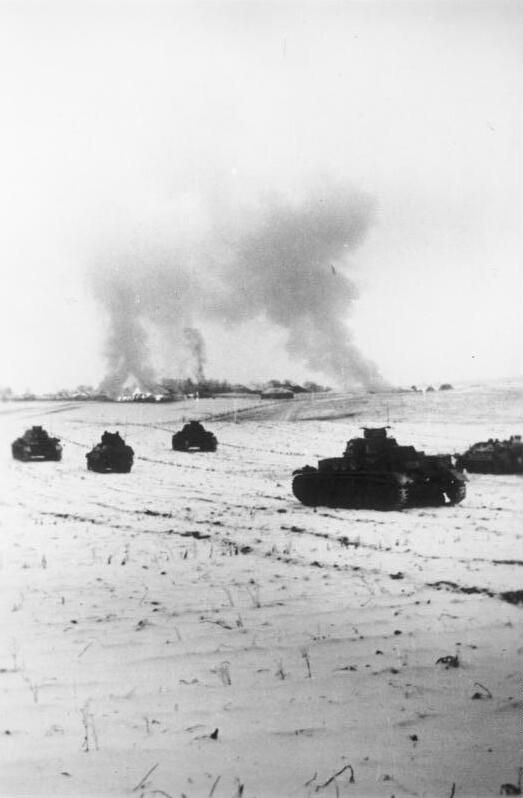
Немецкие танки атакуют советские позиции в районе Истры, 25 ноября 1941 года

После боёв под Мценском 4-я танковая бригада перебрасывалась под Москву на волоколамское направление, где держала оборону методом танковых засад вместе с частями 316-й стрелковой дивизии (генерал-майор И. В. Панфилов) и кавалерийской группой (генерал-майор Л. М. Доватор). 16 ноября части вермахта начали наступление на стыке 316-й стрелковой дивизии и кавалерийской группы Л. М. Доватора.
19 ноября в бою за село Ново-Петровское в составе экипажа танка КВ-1 под командованием лейтенанта С. Г. Корсуна успешно поддержали действия четырёх Т-34 33-й танковой бригады, уничтожив один средний танк и две батареи (7 орудий), после чего ещё отразили немецкую контратаку на село.
26 ноября танкисты вместе с частями 316-й стрелковой дивизии отбили деревню Степаньково (Истринский район Московской области). Однако утром 28 ноября после сильного миномётного огня к деревне подошли 27 немецких танков при поддержке пехоты и противотанковых орудий. Среди тех, кто отражал эту атаку, был и экипаж танка КВ-1 в составе:
- командир танка старший лейтенант И. Р. Стрижевский;
- наводчик (командир орудия) старший сержант И. П. Кульдин;
- механик-водитель А. М. Аристов;
- заряжающий Ващенко;
- стрелок-радист Вахрамеев.

В результате боёв у населённых пунктов Ананово, Куртасово и Степаньково экипаж КВ-1 уничтожил 2 танка и 7 орудий противника. После того как в танке осталось всего 9 снарядов, командир решил ехать на заправку. Однако только выехав из Куртасово, он попал под огонь двух противотанковых батарей, в результате чего танк загорелся, и возникла опасность детонации боеукладки. Экипаж быстро покинул подбитую машину и укрылся в лесу, не заметив пропажи Кульдина. Тем временем, командир орудия старший сержант И. П. Кульдин вернулся к танку, сбил пламя и привёл машину в лес.

Когда мы отошли от танка, я остановился и невольно оглянулся. Стоит наш танк, придавленный сосной, а мотор тихо гудит. И так мне стало не по себе: как человека дорогого танк пожалел, как друга раненого. И побежал назад, к нему. «Спасу, — думаю, — машину или погибну». Подбегаю. В танк не залезть — как раз на башню сосна здоровенная упала и горит, даже иные сучья уже почернели. Поднатужился и столкнул её. Внутри машины тоже горит. Стал я перчатками и рукавами гасить огонь. Руки обжег, лицо огнём лизнуло. А мотор — сердце танка — все работает. Это меня и подбодрило. Пробрался к водительскому месту, взялся за рычаги, нажал на акселератор, и машина пошла. Выбрался из леса и пустил на всю железку — только ветер засвистел; скоростью совсем пламя сшибло.
— Мог бы и взорваться, — заметил Корсун.

— Мог. Только потом это на ум пришло, а сначала об одном думал: танк надо спасти.— командир орудия старший сержант И. П. Кульдин
Принимал участие в боях за Крюково в ходе оборонительных операций, а затем в начавшемся контрнаступлении советских войск под Москвой. Вместе с ним в экипаже башенным стрелком воевал старший сержант Герой Советского Союза И. Т. Любушкин.
За бои под Орлом и на волоколамском направлении, уничтожение 8 танков противника И. П. Кульдин удостоен ордена Ленина (7 июня 1942). С 1942 года — член ВКП(б).

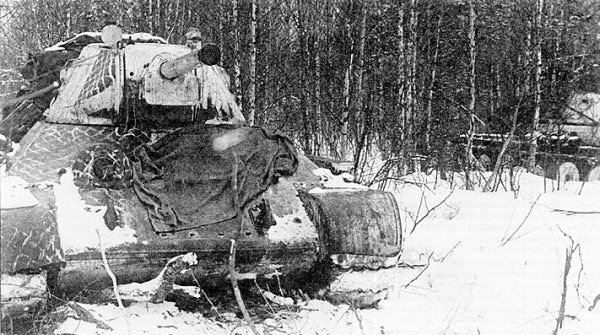
Танки Т-34 1-й гв. тбр. Декабрь 1941 г.

### Калининский фронт
В 1942 году И. П. Кульдину присвоено звание младшего лейтенанта, и он назначен командиром взвода средних танков. Бригада переброшена на Калининский фронт, где участвовала в боях по овладению рядом укреплённых пунктом противника. Идя со своим взводом в авангарде батальона, 26 и 27 ноября 1942 года с боем овладел совместно с другими подразделениями батальона рядом опорных пунктов, занятых противником. Экипаж И. П. Кульдина уничтожил 18 дзотов и блиндажей, 2 пушки, 1 тягач и до 70 солдат и офицеров противника. В бою 1 декабря 1942 года за укреплённый пункт Жерносеково танк И. П. Кульдина стремительно ворвался на позиции противника и подавил огневые точки и живую силу противника. А когда навстречу его танку вышел тяжёлый танк противника, то И. П. Кульдин таранил его. В этом бою его экипаж уничтожил один танк, два орудия, одну зенитную пушку, 7 дзотов, 2 автомашины и до 45 солдат и офицеров противника. Награждён орденом Отечественной войны I степени (9 января 1943).

### От Покровки до Попельни

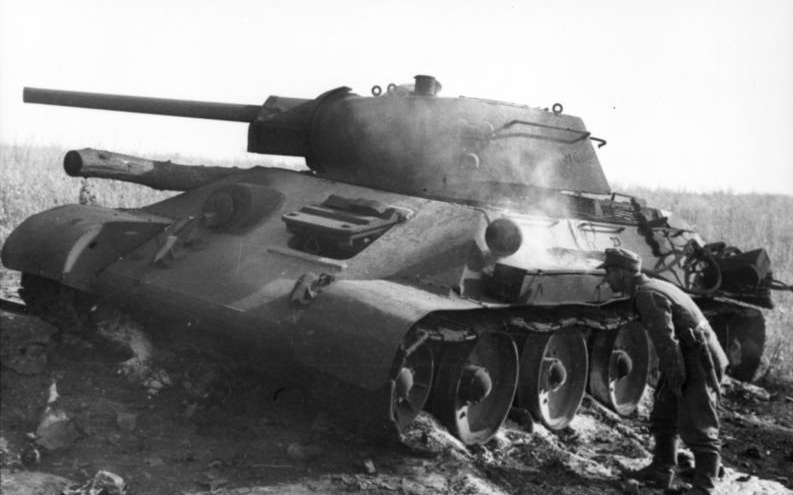
Немецкий солдат разглядывает подбитый советский танк Т-34, Покровка, июнь 1943 года.

Участник Курской битвы. 7 июля 1943 года из района Дубравы—Солонцы части вермахта силами около 400 танков (из них 100 «Тигров») двинулись в наступление на позиции 1-й (полковник И. В. Мельников), 3-й (полковник А. X. Бабаджанян) и 10-й (полковник И. Я. Яковлев) механизированных бригад и 1-й гвардейской танковой бригады (гвардии полковник В. М. Горелов), 14-й истребительной противотанковой артбригады РВГК (полковник И. В. Заботин), 28-й и 29-й ИПТАБр и других частей усиления. Танкисты дивизии «Мёртвая голова» трижды теснили 1-ю гвардейскую танковую бригаду и в конце дня овладели Покровкой. В течение дня в боях отличились многие танкисты 1-й гвардейской танковой бригады. В частности, танковая рота старшего лейтенанта И. П. Кульдина записала на свой боевой счёт 28 уничтоженных танков противника, в том числе 10 «Тигров».
В декабре 1943 года рота старшего лейтенанта И. П. Кульдина участвовала в боях за освобождение Житомирской и Винницкой областей. За неделю танкисты продвинулись на 80 км и освободили десятки сел, среди них крупный железнодорожный узел Попельню. За этот рейд гвардии старший лейтенант И. П. Кульдин был награждён орденом Красного Знамени (7 января 1944).

### На Западной Украине
20 марта 1944 года войска 1-го Украинского фронта начали операцию по освобождению Западной Украины. Танковая рота старшего лейтенанта И. П. Кульдина оказалась на главном направлении удара. За четыре дня боёв его экипаж уничтожил 2 танка, 17 орудий, 150 автомашин, а также 90 солдат и офицеров противника. Также было взято в плен более 100 человек.
24 марта 1944 года при наступлении на город Чортков танковая рота Кульдина первая вышла к Днепру у села Устечко. Несмотря на то, что мост был взорван, ведущийся артиллерийский огонь и действия авиации над местом прорыва советских танков, командир роты 1-го танкового батальона гвардии старший лейтенант И. П. Кульдин нашёл брод, на своём танке переправился на противоположный берег и сходу вступил там в бой. После того как переправа была уже захвачена, он был убит пулей, покинув танк для ведения разведки.
Похоронен в братской могиле в городе Чортков Тернопольской области (ныне Украина).
Посмертно был представлен к званию Героя Советского Союза, однако приказом по 1-й танковой армии награждён вторым орденом Отечественной войны I степени.
Всего на его боевом счету и его танковых экипажей было 11 подбитых и уничтоженных танков противника.

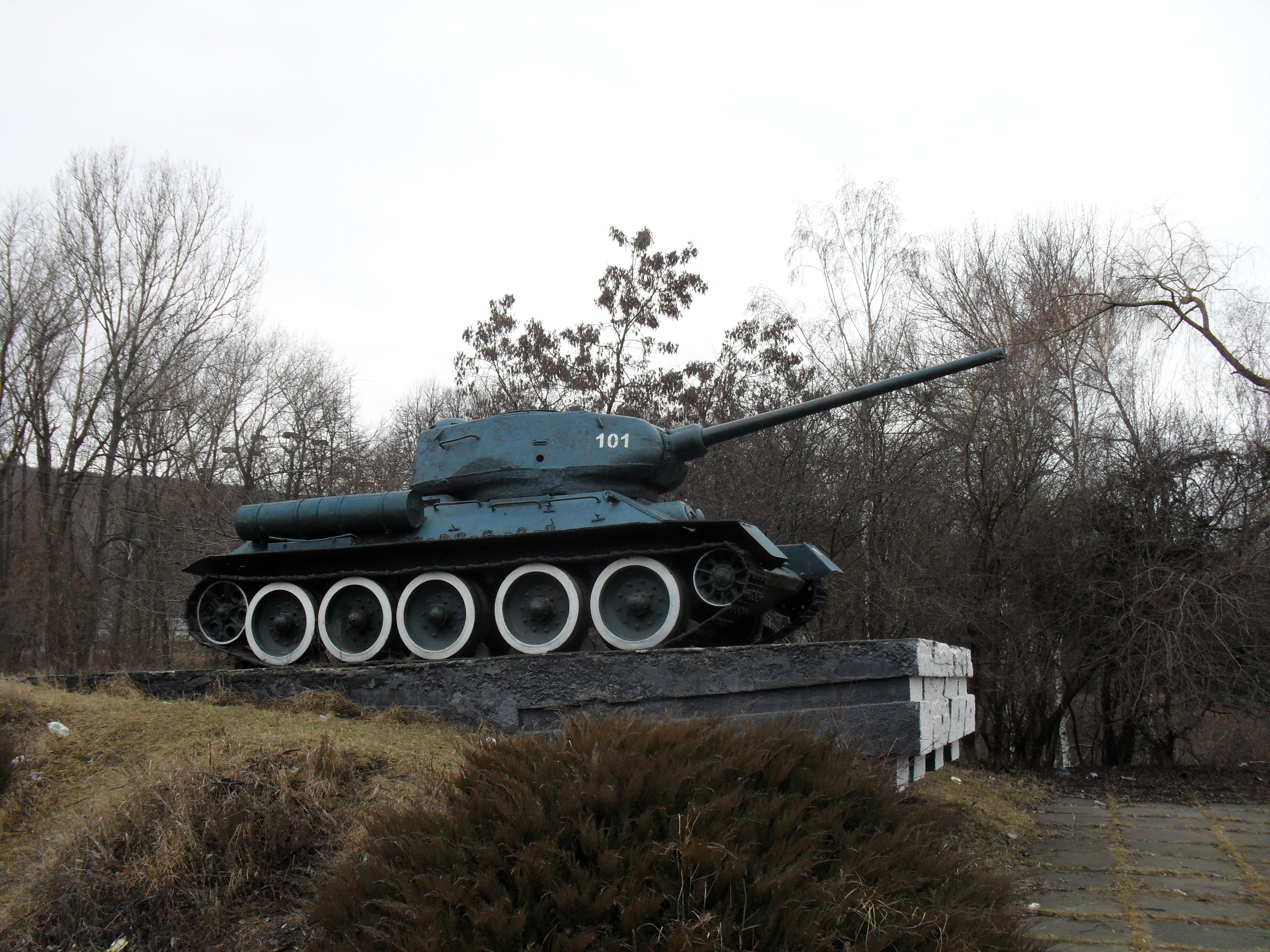
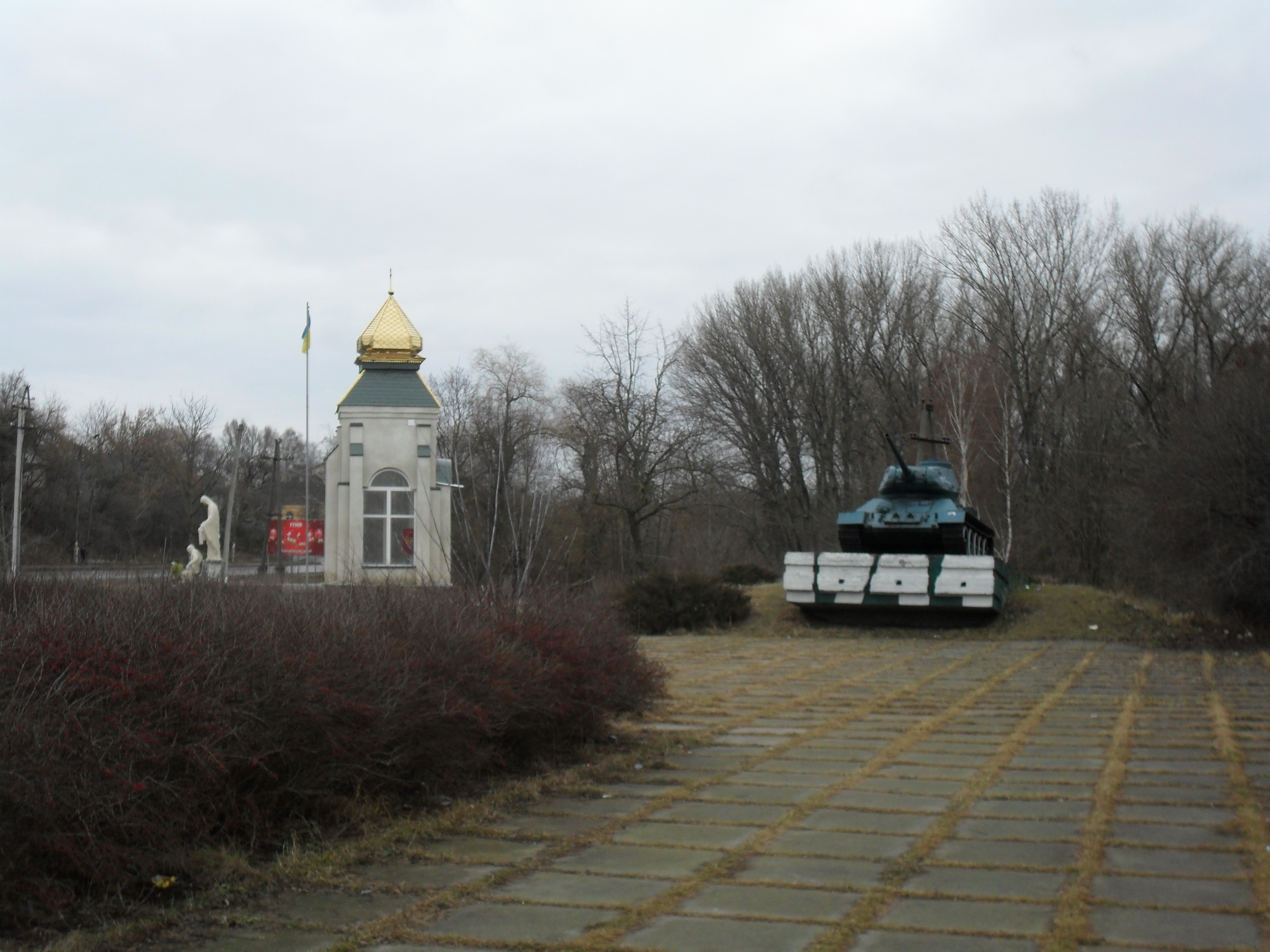
Танк-памятник в Чорткове

## Награды
- орден Ленина (7 июня 1942)
- орден Красного Знамени (7 января 1944)
- два ордена Отечественной войны I степени (9 января 1943; 8 апреля 1944, посмертно)

## Память
В селе Новая Яксарка Старояксарского сельского поселения в честь И. П. Кульдина установлена стела (отреставрирована в 2012 году), а также его именем названа улица.
Фотографии И. П. Кульдина экспонируются в Шемышейском краеведческом музее. В музее средней школы посёлка Шемишейка Пензенской области представлена экспозиция, посвящённая танкисту-земляку.